# Асаубаев, Абдихан
Абдихан Асаубаев (1937 год, аул Шайхана, Сарыагачский район, Южно-Казахстанская область, Казахская ССР, СССР) — директор государственного племенного завода «Сырдарьинский», Герой Социалистического Труда (1991).

## Биография
Родился в 1937 году в ауле Шайхана Сарыагаского района Южно-Казахстанской области. Окончил Самаркандский сельскохозяйственный институт. С 1956 года трудился зоотехником, ветеринарным санитаром, бригадиром, зоотехником-селекционером и старшим зоотехником в колхозе «Сырдарьинский» Сарыагачского района Южно-Казахстанской области. В 1974 году был назначен директором племенного завода «Сырдарьинский» Сарыагачского района Южно-Казахстанской области.
В 1991 году был удостоен звания Героя Социалистического Труда за большой вклад в развитие сельского хозяйства, увеличение производства продукции животноводства на основе применения прогрессивных технологий и передовых методов организации труда и успехи в развитии социальной сферы.

## Награды
- Герой Социалистического Труда — указом № УП-3045 Президента СССР от 18 декабря 1991 года[1];
- Орден Ленина (1991);
- Орден Трудового Красного Знамени.